# Karl Friedrich Schinkel
Karl Fridrich Schinkel (13. března 1781, Neuruppin – 9. října 1841, Berlín) byl pruský architekt, malíř, scénograf a designér nábytku. Jeho stavby patří k neoklasicismu a neogotice, inspiroval se hojně starořeckou architekturou.

## Život
Narodil se na faře v rodině arcijáhna a okresního inspektora kostelů a škol. vystudoval stavební akademii v Berlíně a v roce 1803 odjel studijní cestu do Itálie, kde studoval především římské antické památky. Dalšímu studiu se věnoval v řeckých Athénách.

## Dílo
K jeho prvním projektům z let 1808–1815 patřil novogotický palác s kostelem v sídle sasko-kobursko-gothajského korunního prince Arnošta v Rosenau (Kronprinzenpalais, také Schloss Rosenau), otce Alberta I., budoucího manžela britské královny Viktorie.
Podílel se na celkovém rozvoji a architektonické koncepci Berlína v ponapoleonském období, když se stal tajným vrchním stavebním radou pruského krále Fridricha Viléma III. Navrhl řadu slavných berlínských staveb: Neue Wache (1816–1818), Preußisches Nationaldenkmal für die Befreiungskriege (1818–1821), Konzerthaus Berlin (1819–1821) na náměstí Gendarmenmarkt, Altes Museum (1823–1830), Friedrichswerdersche Kirche (1824–1831), Elisabethkirche (1832–1834), Pruská vojenská akademie (1825–1845) či novou budovu Stavební akademie (1832–1836), kde se nejvíce přiblížil modernismu. Ovlivnil zásadně podobu třídy Unter den Linden a založil tak její proslulost. Z prací mimo Berlín patří k ceněným např. Staroměstská strážnice v Drážďanech nebo kostel sv. Mikuláše v Postupimi. K jeho posledním projektům patřil novogotický palác s úpravami rozsáhlého parku, pavilóny, terasami a mauzoleem pruské královské rodiny v dolnoslezském Kamenci z let 1836–1841.
Byl designérem pruského (a později německého) vyznamenání Železný kříž.

## Význam
Schinkelův styl ovlivnil zásadním způsobem architekturu 19. století, nejen v Německu, jeho novoklasicismus i romantická poloha novogotiky byly napodobovány po celé Evropě. Byl i významným teoretikem architektury (díla Sammlung architektonischer Entwürfe, Werke der höheren Baukunst), scénografem a malířem romantických krajinných scenérií. Společně s Leem Klenzem a jejich následovníkem Eduardem Gärtnerem vytvořili skladebný systém architektonických článků a plastické dekorace.

## Galerie

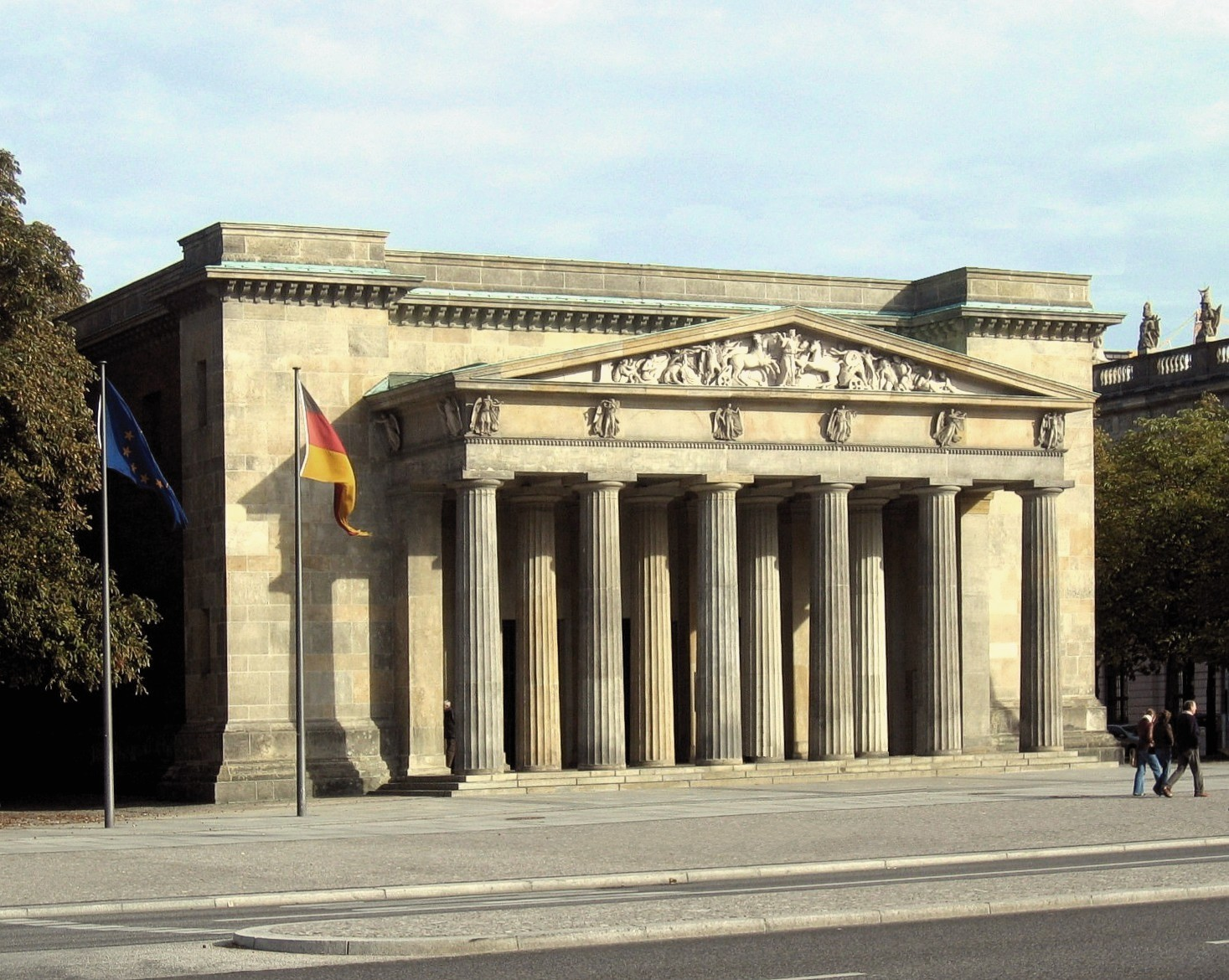
Neue Wache/Nová strážnice
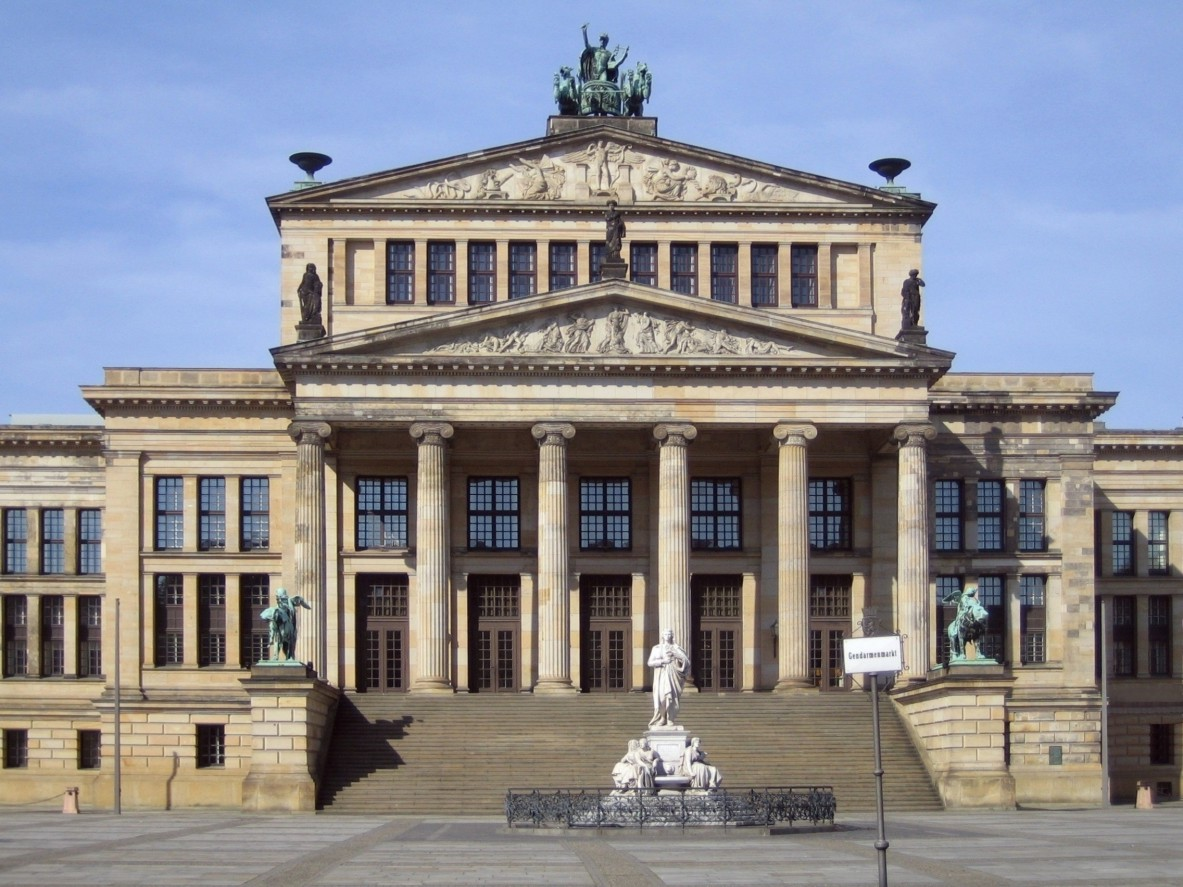
Konzerthaus Berlin
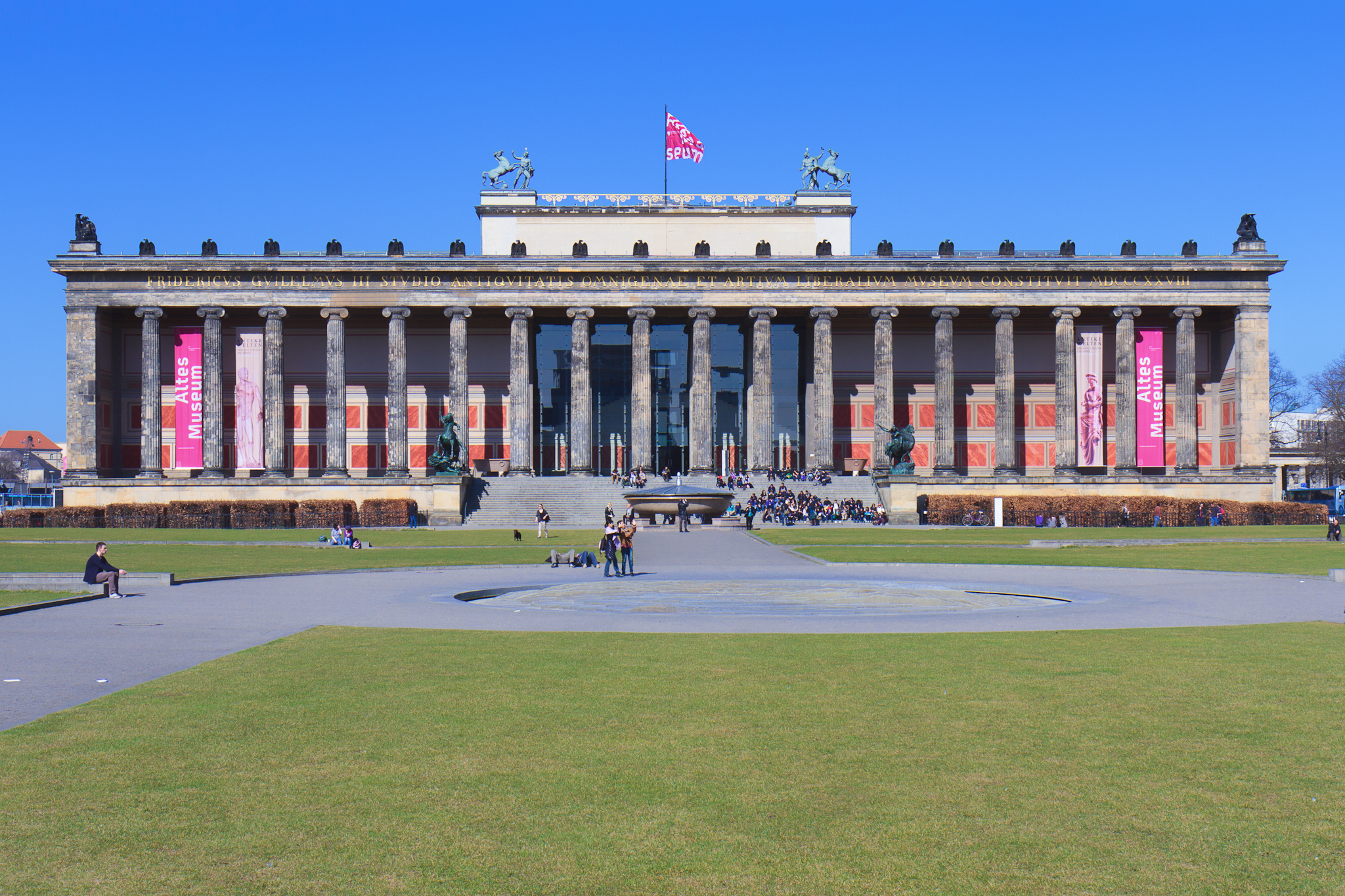
Altes Museum Berlín
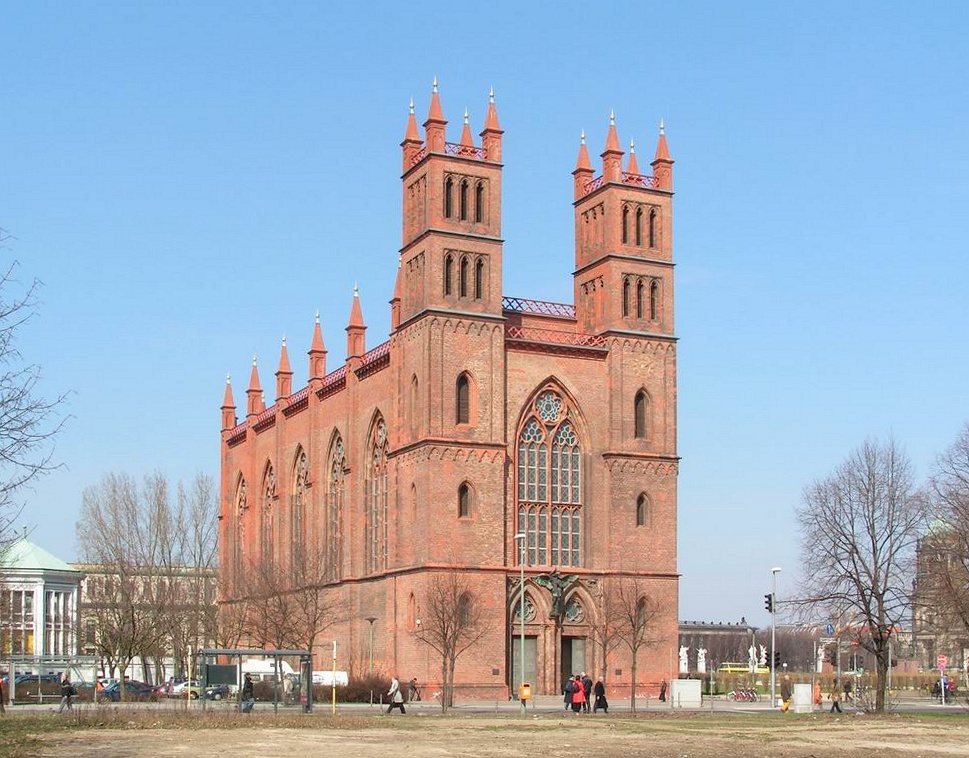
Friedrichswerdersche Kirche
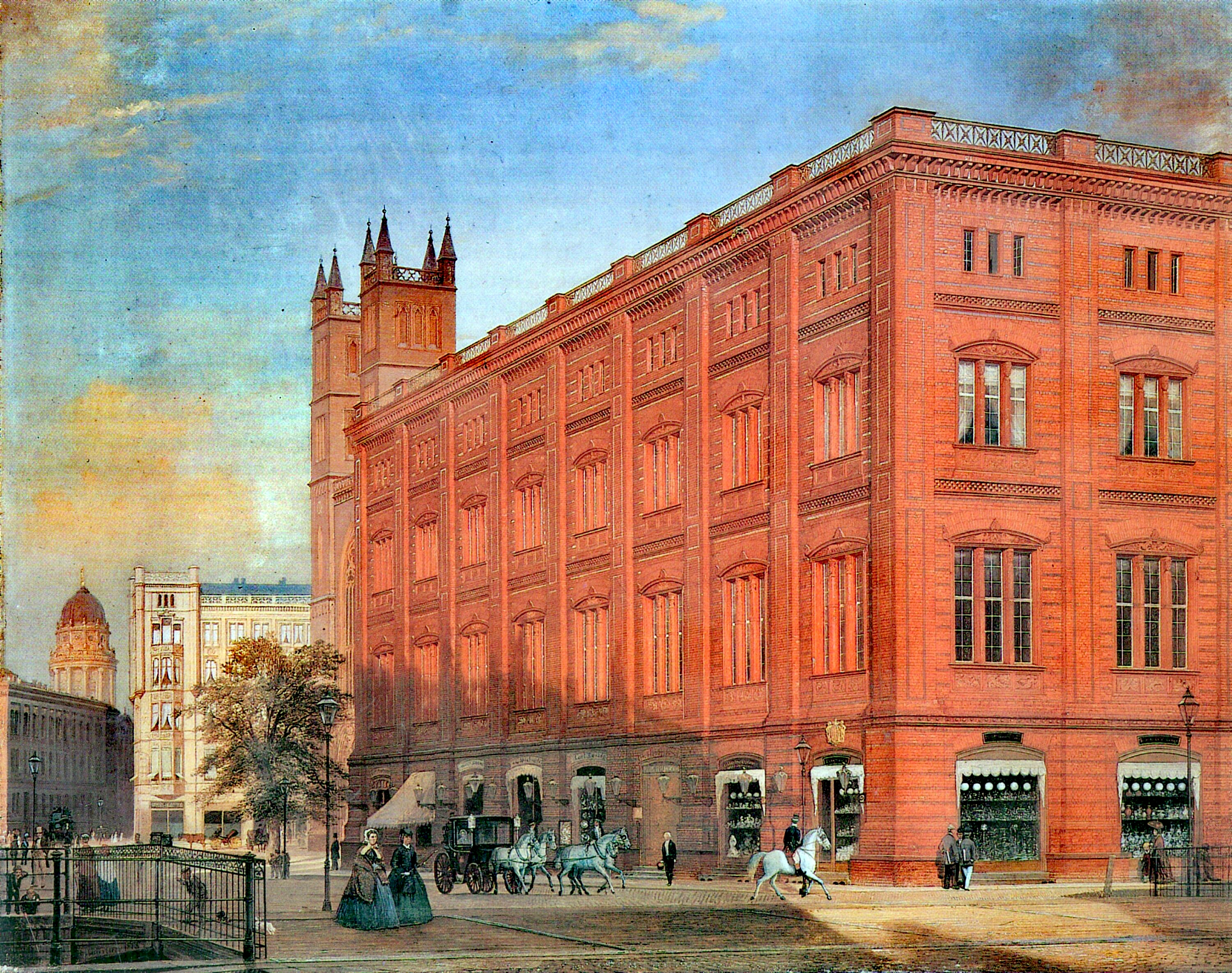
Stavební akademie
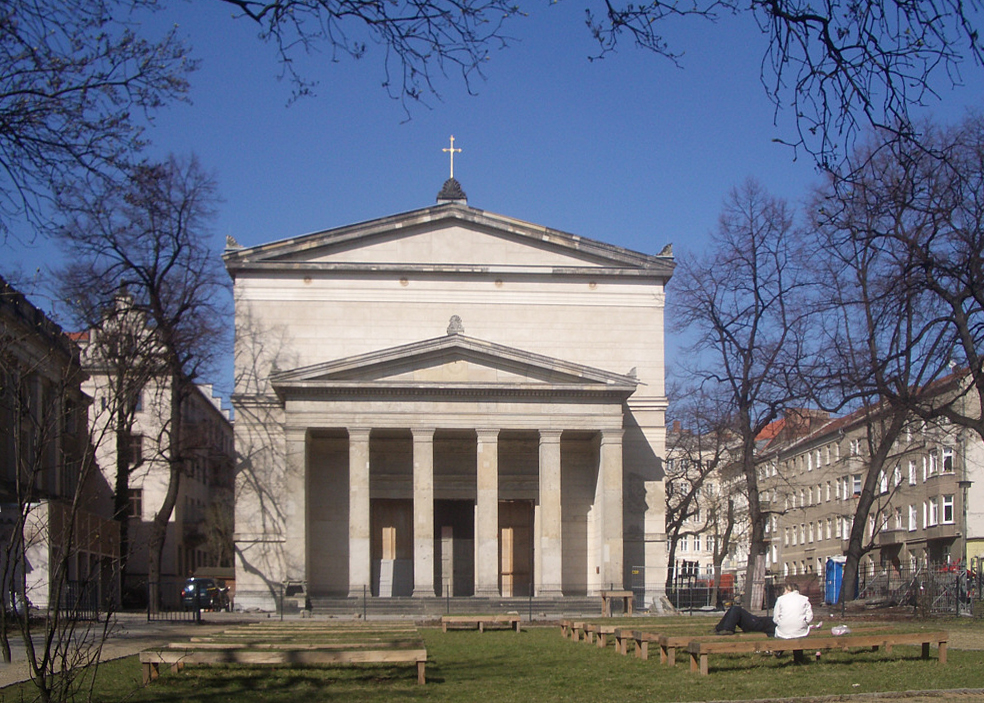
Elisabethkirche
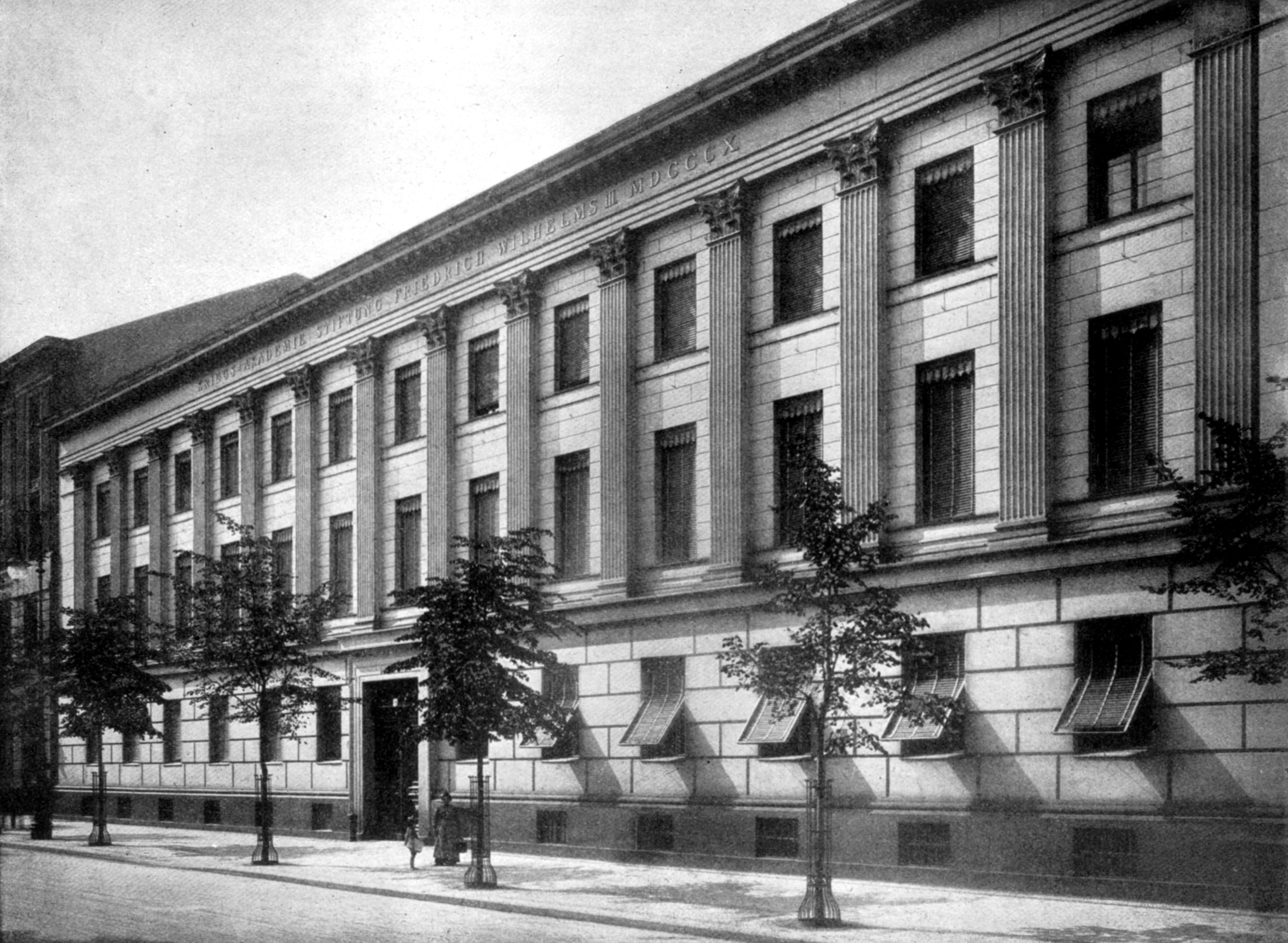
Pruská vojenská akademie
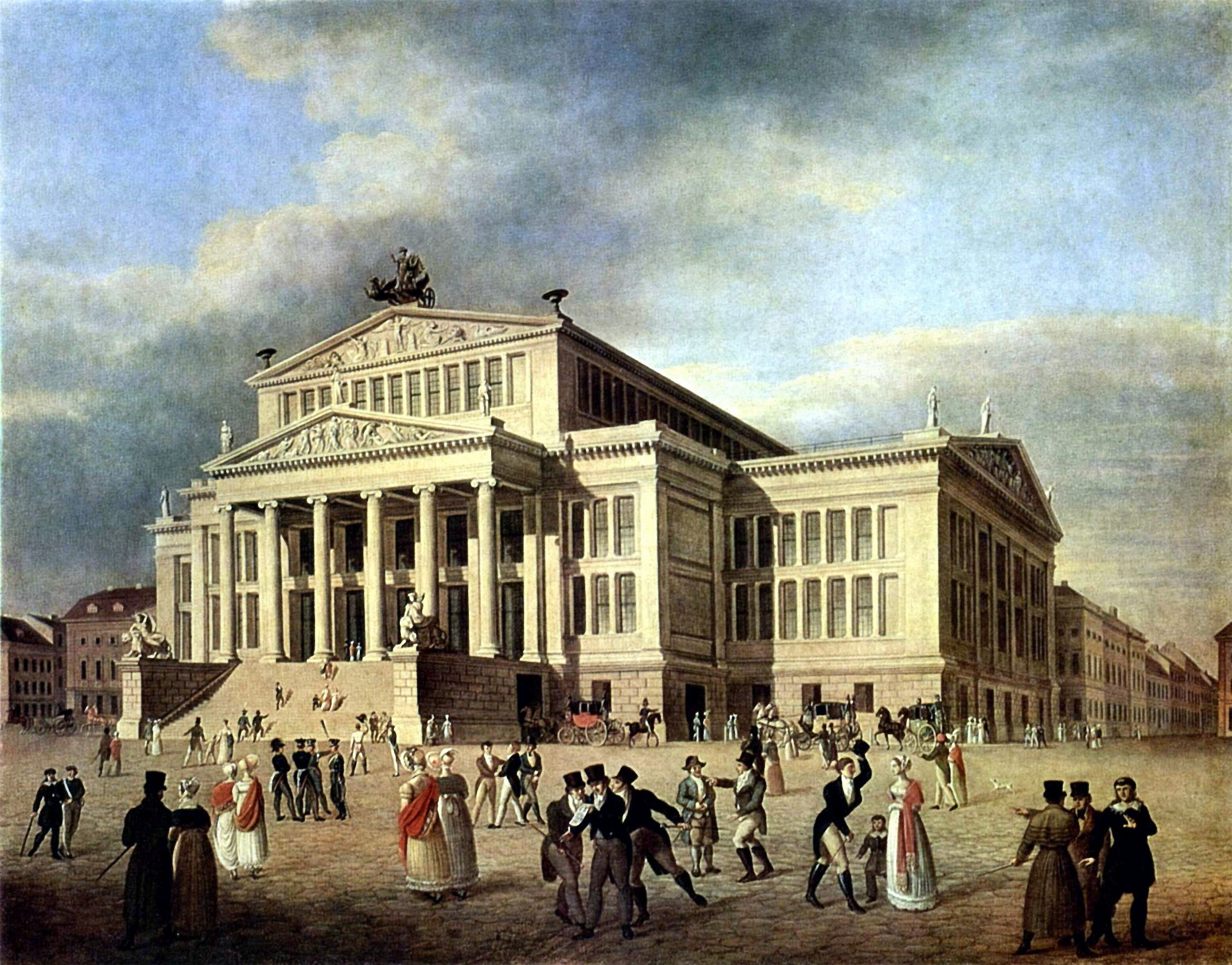
Divadlo/Schauspielhaus Berlín
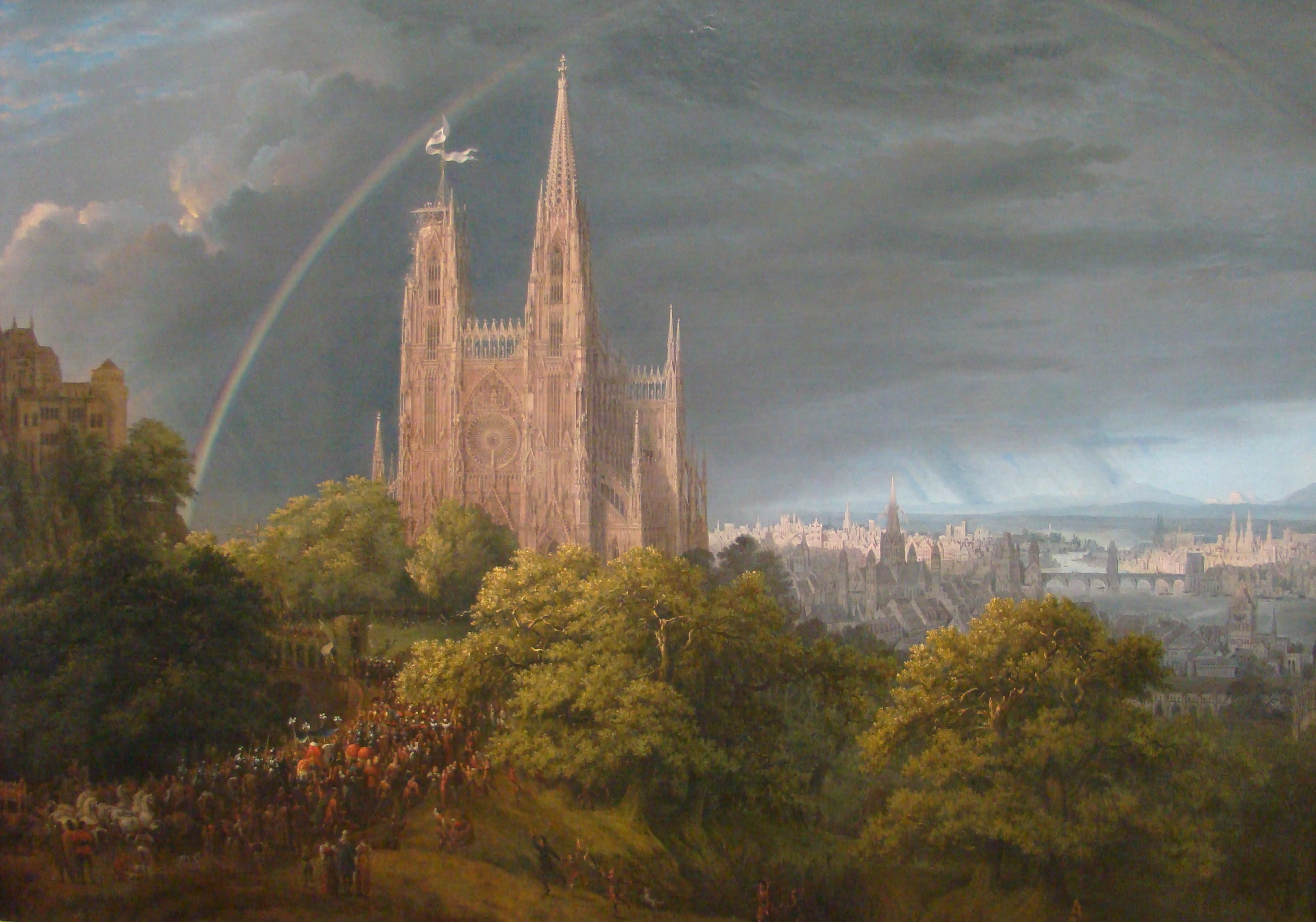
Středověké město s procesím
Dekorace pro Mozartovu Kouzelnou flétnu